# Pierre Le Loeuff
 (juillet 2020).
Si vous disposez d'ouvrages ou d'articles de référence ou si vous connaissez des sites web de qualité traitant du thème abordé ici, merci de compléter l'article en donnant les références utiles à sa vérifiabilité et en les liant à la section « Notes et références ».
 (juillet 2020).
Pierre Le Loeuff (né en 1938) est un zoologiste français. Il a notamment travaillé à l'ORSTOM.

## Publications

### 1972
- Le Loeuff P. & Intès A., 1972. Cumacés du plateau continental de Côte d'Ivoire. O.R.S.T.M., Ser. Océanogr. 10(1): 19–46.

### 1975
- Intès A. & Le Loeuff P., 1975. Les annélides polychètes de Côte d'Ivoire. I. Polychètes errantes–compte rendu systématique. Cahiers de l'Office de Recherches … -

### 1976
- Arnaud F.,Arnaud PM , Intès A. & Le Loeuff P., 1976. Transport d'invertébrés benthiques entre l'Afrique du Sud et Sainte Hélène par les laminaires (Phaeophyceae). Bulletin du Muséum …

### 1977
- Le Loeuff P. & Intès A., 1977. Les Bodotria (Crustacea, Cumacea) des mers d'Europe et des côtes occidentales de l'Afrique tropicale. Bulletin du Muséum National d'Histoire Naturelle, Series 3 498: 1137–1164.

### 1979
- de Saint Laurent M., Le Loeuff P. & Forest J., 1979. Campagnes de la Calypso au large des côtes Atlantiques Africaines (1956 et 1959)(suite) 22. Crustacés Décapodes Thalassinidea. I. Upogebiidae et Callianassidae. Résultats Scientifiques des Campagnes de la Calypso.

### 1999
- …, Le Loeuff P., Montoroi P., …, 1999. Les écosystèmes à mangrove. Rivières du Sud …

### 1992
- Zabi S.F.G. & Le Loeuff P., 1992. Revue des connaissances sur la faune benthique des milieux margino-littoraux d'Afrique de l'Ouest: première partie: biologie et écologie des espèces. Revue d'hydrobiologie tropicale.

### 1993
- Herbland A. & Le Loeuff P., 1993. Les sels nutritifs au large de la Côte d'Ivoire.

### 1998
- Le Lœuff P. & von Cosel R., 1998. Biodiversity patterns of the marine benthic fauna on the Atlantic coast of tropical Africa in relation to hydroclimatic conditions and paleogeographic events. Acta Oecologica - Elsevier.